# República Autónoma Socialista Soviética de Crimea
La República Autónoma Socialista Soviética de Crimea fue una república autónoma de la antigua Unión Soviética dentro de la República Socialista Federativa Soviética de Rusia. Existió entre 1921 y 1945, con capital en Simferópol. Se creó en la Revolución rusa en los Soviets o Asambleas de Trabajadores. Posteriormente fue transferida a la República Socialista Soviética de Ucrania y transformada en el Óblast de Crimea, que existió hasta marzo de 1991, cuando la RASS de Crimea fue reestablecida, aunque siguió formando parte de la RSS de Ucrania.

## Historia

### Antecedentes
Tras la Revolución de octubre de 1917 los tártaros de Crimea proclamaron su independencia del Imperio ruso como República Popular de Crimea, aunque en los años sucesivos y mientras duró la guerra civil rusa (1917-1923) el control político y militar de la península cambió de manos en diversas ocasiones, sucediéndose gobiernos y administraciones de distinta índole y denominación. Entre estos, dos intentos por parte de los bolcheviques de establecer una república soviética, ambas de vida efímera: la República Soviética Socialista de Táurida (de abril a mayo de 1918) y la República Soviética Socialista de Crimea (de abril a mayo de 1919. En los años finales del conflicto bélico Crimea se convirtió en el último bastión del Ejército Blanco antibolchevique en el sur de Rusia. En noviembre de 1920 la península fue definitivamente capturada por el Ejército Rojo. Se constituyó como gobierno un Comité Revolucionario Bolchevique, inicialmente presidido por el húngaro Béla Kun, quien fue relevado por Mijaíl Poliakov en febrero de 1921.

### Primera época (1921-1944)
La República Autónoma Socialista Soviética de Crimea fue proclamada el 18 de octubre de 1921 como parte de la República Socialista Federativa Soviética de Rusia, con el nombre de "República Autónoma Socialista Soviética Crimea en la República Socialista Federativa Soviética de Rusia". Un mes más tarde, el 10 de noviembre se aprobó su constitución. Los idiomas oficiales eran el tártaro de Crimea y el ruso. 

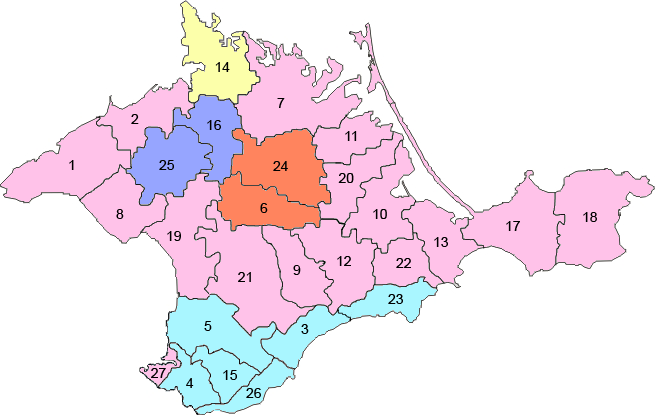
Raiones de lac República Soviética de Crimea según nacionalidad predominante (1938): azul celeste, tártaros; rosado, rusos; rojo, alemanes; amarillo, ucranianos; índigo, judíos.

Las autoridades soviéticas reconocieron a dos pueblos como nacionalidades indígenas en Crimea: los tártaros de Crimea y los judíos caraítas. Al mismo tiempo, la cuestión del autogobierno de todos los grandes grupos étnicos de la península dentro de los límites de su asentamiento compacto se resolvió mediante la creación de distritos o raiones nacionales y consejos de aldea. En la década de 1930, de los distritos o raiones de Crimea, seis eran tártaros de Crimea (Foti-Salsky, Bakhchisaray, Balaklava, Yalta, Alushta y Sudak), dos eran alemanes (Biyuk-Onlar y Telmanovsky), dos eran judíos (Fraydorf y Larindorf ), y uno ucraniano (Ichkinsky) y los dieciséis rusos.
El 5 de diciembre de 1936, la república fue renombrada como República Autónoma Socialista Soviética de Crimea.
En ella se disparó la industria de la construcción de hoteles para alojar a los obreros soviéticos en los meses de verano. 

#### Ocupación nazi en la Segunda Guerra Mundial
En septiembre de 1942 Crimea quedó bajo control de la Alemania nazi. Administrativamente, fue incorporada al reichskommissariat Ukraine como Teilbezirk Taurien. A la práctica, sin embargo, el traspaso de Crimea de la administración militar a civil nunca se hizo efectivo y el Teilbezirk Taurien se limitó únicamente al norte continental de la península. El proyecto de Adolf Hitler para Crimea pasaba por la depuración étnica del territorio como paso previo a la creación de un distrito, dependiente directamente del Reich, bautizado como Gottenland (en español, Tierra de los godos), cambiando también el nombre de las grandes ciudades como Simferópol a Gotenburg y Sebastopol a Theodorichhafen, en honor al antiguo rey godo Teodorico el Grande.

#### Óblast de Crimea
Cuando Crimea fue recuperada por la Unión Soviética, la población autóctona de tártaros musulmanes fue víctima de la represión estalinista, bajo de la acusación de colaboracionismo con la ocupación nazi. En mayo de 1944, la NKVD deportó cerca de 200 000 tártaros de Crimea a Asia Central, en un proceso conocido como Sürgün. La represión también supuso la abolición de la autonomía: el 30 de junio de 1945, la república autónoma fue convertida en el óblast de Crimea, dentro de la RSFS de Rusia. Tres años más tarde la ciudad de Sevastopol, base de la Flota del Mar Negro, recibió el estatus de centro administrativo y económico independiente del óblast de Crimea. En 1954 el territorio de la óblast fue transferido de Rusia a la RSS de Ucrania.

### Segunda época (1991-1992)
El 16 de julio de 1990 el Parlamento de la RSS de Ucrania, denominado Verjovna Rada (Rada Suprema) en ucraniano y Verjovny Soviet (Sóviet Supremo) en ruso, firmó la Declaración de Soberanía Estatal. En este contexto, el 8 de septiembre de 1990 el Consejo de los Diputados del Pueblo de la Óblast de Crimea solicitó la derogación del Decreto del Presídium del Sóviet Supremo de la Unión Soviética de 1945, que abolía la autonomía de la región. El 13 de noviembre el mismo Consejo convocó un referéndum para el 20 de enero de 1991 sobre la restitución de la República Autónoma Socialista Soviética de Crimea. En el plebiscito votaron 1 343 855 crimeos, ganando el «Sí» con un 93,26 %. Tras este resultado, el 12 de febrero la Rada Suprema de Ucrania aprobó la restitución de la República Autónoma Socialista Soviética de Crimea, dentro de la RSS de Ucrania.
El 22 de marzo de 1991 el Consejo de los Diputados del Pueblo de Crimea se convirtió en Consejo Supremo de Crimea (Parlamento de Crimea).
El 24 de agosto de 1991, tres días después del fallido golpe de Estado contra Mijaíl Gorbachov, mientras este se encontraba de vacaciones en Crimea, el parlamento ucraniano aprobó la Declaración de Independencia. Apenas una semana después, el Parlamento de Crimea declaró la soberanía del Estado como parte constituyente de Ucrania. El acta de independencia ucraniana fue ampliamente refrendada en un referéndum, celebrado el 1 de diciembre, con un 90,32 % de votos a favor. La RASS de Crimea fue la región que dio menos apoyo a la independencia: únicamente el 54,19 % de votos al «Sí», con una participación del 60 %.
En la sesión del 26 de febrero de 1992 el Consejo Supremo de Crimea acordó el cambio de nombre de la RASS de Crimea a «república de Crimea», aunque en 1994 una enmienda de la Rada Suprema de Ucrania estableció como denominación oficial «República Autónoma de Crimea».

## División administrativa

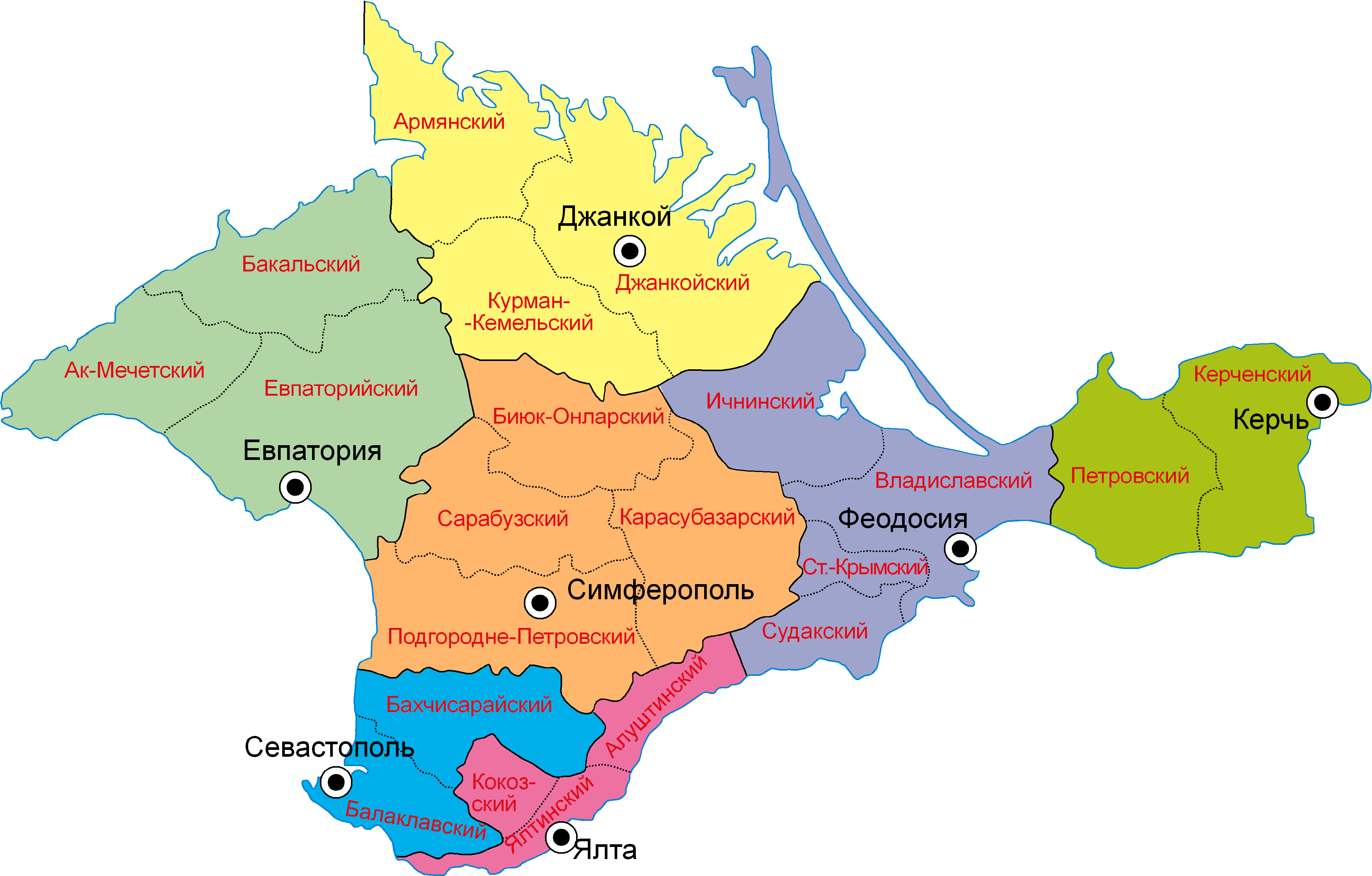
Ókrugs y raiones de la República Soviética de Crimea en mayo de 1921.

Tras el establecimiento de la república autónoma, la misma fue dividida en siete ókrugs entre 1921 y 1923:
- Dzhankói
- Eupatoriya
- Kerch
- Sebastopol
- Simferópol
- Feodosia
- Yalta

En noviembre de 1923, se sibstituyeron los ókrugs por quince raiones, pero en 1924 se abolieron cinco de ellos. El 30 de octubre de 1930, se reorganizaron en dieciséis raiones y cuatro ciudades que dependían directamente de la República. En 1935, se agregaron diez nuevos raiones y se abolió uno. En 1937, se estableció un raión más. Estos raiones tuvieron estatus nacional hasta 1939.